# Ветошкина, Анжелика Аристаковна
Анжелика Аристаковна Ветошкина (род. 5 декабря 1994 года) — российская спортсменка, борец вольного стиля, чемпионка России (2018, 2021), мастер спорта, является членом сборной России по борьбе.

## Биография
Родилась в 1994 году в Ижевске. В 2017 году стала бронзовым призёром чемпионата России. На первенстве Европы среди спортсменов до 23 лет завоевала золотую медаль. В 2018 году стала чемпионкой России в весовой категории до 48 кг.
В 2019 году на национальном чемпионате завоевала бронзовую медаль. Тренерским штабом принято решение пригласить её в команду борцов для участия в Европейских играх 2019 года в Минске.

## Спортивные результаты
- Гран-при «Иван Ярыгин» (Красноярск, 2019);
- Чемпионат России по женской борьбе 2019;
- Гран-при «Иван Ярыгин» (Красноярск, 2018);
- Чемпионат России по женской борьбе 2018;
- Чемпионат России по женской борьбе 2017;
- Гран-при «Иван Ярыгин» (Красноярск, 2014);
- Чемпионат России по женской борьбе 2025;